# Химн на Северна Македония
„Днес над Македония“ (на македонска литературна норма: „Денес над Македонија“) е националният химн на Северна Македония. Автор на текста е писателят Владо Малески, а автор на музиката, която доста напомня тази на старата градска песен „Надежда болна е легнала“ е композиторът Тодор Скаловски. Песента е написана през 1943 година. След завършването на Втората световна война е обявена за химн на Демократичната федерална република Македония, която е в състава на Социалистическа федеративна република Югославия. След образуването на независимата Република Македония, песента е обявена със закон за химн на новосъздадената държава през 1992 година.
С течение на времето текстът на химна доживява реконструкции, като днес са известни две негови версии. За разлика от оригинала, където присъстват имената на Никола Карев и Димитър Влахов, в сегашния вариант те са заменени с имената на Даме Груев и Яне Сандански, защото Георги Карев – брат на Никола Карев е убит от югославските власти през 1950 година.

## Текст
| Македонска кирилица Денес над Македонија се раѓа, ново сонце на слободата! Македонците се борат, за своите правдини! (2) Одново сега знамето се вее, на Крушевската република! Гоце Делчев, Питу Гули, Даме Груев, Сандански! (2) Горите македонски шумно пеат, нови песни, нови весници! Македонија слободна, слободно живее! (2) | Българска кирилица Денес над Македония се рагя, ново сонце на слободата! Македонците се борат, за своите правдини! (2) Одново сега знамето се вее, на Крушевската република! Гоце Делчев, Питу Гули, Даме Груев, Сандански! (2) Горите македонски шумно пеат, нови песни, нови весници! Македония слободна, слободно живее! (2) | Български книжовен език Днес над Македония се ражда, ново слънце на свободата! Македонците се борят, за своите правдини! (2) Отново сега знамето се вее, на Крушевската република! Гоце Делчев, Питу Гули, Даме Груев, Сандански! (2) Горите македонски шумно пеят, нови песни, нови вестници! Македония свободна, свободно живее! (2) |